# Талыблы, Исмаил Мамедали оглы
Исмаил Талыблы Мамедали оглы (азерб. İsmayıl Məmmədəli oğlu Talıblı; 21 март 1898, Баку – 23 июль 1967, Гянджа) — азербайджанский актер, Народный артист Азербайджанской ССР (1940).

## Биография и творчество
Исмаил Талыблы родился 21 марта 1898 года в Баку в простой семье служащего. С самых юных лет он дружил с драматургом Джафаром Джаббарлы, актерами Гаджиагой Аббасовым, Сидки Рухулла, Ахмедом Гямарли, Мехмедгасаном Атамалыбейовым, Мирзагой Алиевым. Эта близость определила выбор Исмаила в пользу сценического искусства.
В 1919 году Исмаил Талибли был принят в Государственный театр. До конца 1924 года он играл в Национальном драматическом театре, создавая на сцене почти сорок различных по характеру, даже противоречивых образов.
В конце 1924 года его направили в коллектив Бакинского Тюркского Театра критики и пропаганды("Тенгид-Теблиг"). 28 декабря 1932 года заговорили о переводе коллектива в Гянджу. В то время в Гяндже уже был театр, состоящий из местных молодых людей. 4 и 5 января 1933 года весь коллектив театра переехал в Гянджу. Вскоре художественный директор труппы Сулейман Рустам, режиссер Аббас-Мирза Шарифзаде, ведущие актеры Агасадых Герайбаев, Алескер Алекберов, Фатма Кадрии и другие вернулись в Баку, но Исмаил Талыблы не покинул своей первоначальной труппы. Исмаил Талыблы создал великолепные образы в Гянджинском театре в самом расцвете своего творчества. Он оставался актером в Гянджинском Государственном Драматическом театре имени Джафара Джаббарлы до конца своей жизни. В 1942-1943 годах он был директором театра.
Последним сценическим образом Исмаила Талыблы стала роль Джахангира ага по пьесе "Нериман-ата", которую режиссировал Тофик Казимов, приглашенный из Баку. Премьера состоялась 4 февраля 1967 года.
По мере актерской карьеры Исмаил Талыблы также активно занимался деятельностью в Доме ученых Гянджи, был драматическим руководителем и затем художественным руководителем народного театра.
Исмаил Талибли скончался 23 июля 1967 года в городе Гяндже и был похоронен на старом кладбище Сабискар..
В городе Баку имеется улица, названная в честь Исмаила Талыблы.

## Фильмография
- Можно ли его простить? (фильм, 1959)
- Телефонистка (фильм, 1962)

## Награды и звания
- Звание Заслуженный артист Азербайджанской ССР — 4 декабря 1938 года
- Звание Народный артист Азербайджанской ССР — 23 апреля 1940 года